# Uranocircite
L'uranocircite (simobolo IMA: Urc-II) è un minerale raro del gruppo dell'autunite e appartenente alla classe dei "fosfati, arseniati e vanadati"; rientra inoltre nel gruppo delle miche di uranio.
La sua composizione chimica generale è Ba[UO2|PO4]2 • 10-12(H2O). Da una ridefinizione nel 1963, il minerale è stato suddiviso in base al suo contenuto di acqua cristallina in:
- uranocircite-I – Ba[UO2|PO4]2 • 12(H2O)
- uranocircite-II – Ba[UO2|PO4]2 • 10(H2O)

per cui lo stato minerale dell'uranocircite-II è stato "ereditato" a causa della sua prima descrizione prima della fondazione dell'Associazione Mineralogica Internazionale (IMA) nel 1959 e la nuova definizione di uranocircite-I è stata inizialmente adottata dalla Commissione IMA CNMNC senza ulteriori approfondimenti, ma ora non è più riconosciuta.

## Etimologia e storia
L'uranocircite è stata scoperta per la prima volta vicino alla città di Falkenstein, nella regione del Vogtland in Sassonia (per la precisione, a Bergen). Il minerale fu descritto e nominato per la prima volta nel 1877 da Albin Weisbach (1833-1901). Lo stesso Weisbach non ha dato alcuna spiegazione per il nome scelto, tuttavia il nome può derivare da una fusione tra la parola greca 'κίρκος' (che significa falco, nome che richiama la località tipo) e la parola 'uranio', elemento contenuto nel minerale.
Il campione tipo fu incluso da Weißbach nel 1874 nella collezione mineralogica dell'Università di Freiberg.
Nei registri di Paul Heinrich von Groth nel 1878, l'uranocircite è anche indicata come uranite di bario.

## Classificazione
Nell'ormai obsoleta, ma ancora in uso 8ª edizione della sistematica dei minerali secondo Strunz, l'uranocircite apparteneva alla classe dei minerali di "fosfati, arseniati e vanadati" e lì alla sottoclasse di "fosfati di uranile e vanatati di uranile", dove veniva elencata insieme ad autunite, fritzscheite, heinrichite, kahlerite, metanatroautunite, nováčekite, sabugalite, saléeite, torbernite, trögerite, uranospinite e zeunerite, con le quali formava il "gruppo dell'autunite" con il sistema nº VII/E.01.
La 9ª edizione della sistematica minerale di Strunz, valida dal 2001 e utilizzata dall'Associazione Mineralogica Internazionale (IMA), classifica l'uranocircite nella classe "8. Fosfati, arseniati, vanadati" e lì nella sottoclasse degli "8.E Fosfati e arseniati di uranile". Tuttavia, questa sottoclasse è ulteriormente suddivisa in base al rapporto tra il complesso uranile (UO2) e il complesso fosfato, arseniato o vanadato (RO4), in modo che il minerale possa essere trovato nella suddivisione "8.EB UO2:RO4 = 1:1" in base alla sua composizione, dove può essere trovato insieme ad autunite, heinrichite, kahlerite, kirchheimerite, hydronováčekite, nováčekite, saléeite, torbernite, uranospinite, xiangjiangite e zeunerite con le quali forma il sistema nº 8.EB.05.
Anche la classificazione dei minerali secondo Dana, utilizzata principalmente nel mondo anglosassone, classifica l'uranocircite nella classe dei "fosfati, arseniati e vanadati" e da lì nella sottoclasse dei "fosfati contenenti acqua, ecc.". Qui la si può trovare insieme a metauranocircite nel gruppo senza nome 40.02a.03 all'interno della suddivisione dei "fosfati acquosi ecc., con A2+(B2+)2(XO4) • x(H2O), con (UO2)2+".

## Abito cristallino
L'uranocircite cristallizza nel sistema tetragonale nel gruppo spaziale I4/mmm (gruppo nº 139) con i parametri del reticolo a = 7,01 Å e c = 20,46 Å così come 2 unità di formula per cella unitaria.
L'uranocircite è costituita da tetraedri di fosfato legati a gruppi di ossido di uranio ottaedrico distorti. I gruppi fosfato e uranio giacciono in strati che sono tenuti insieme solo debolmente da molecole d'acqua. Ciò si traduce nella tipica struttura a placche, nella perfetta direzione di spaccatura e nella relativa morbidezza. Nell'aria, l'uranocircite perde parte della sua acqua cristallina e diventa metauranocircite. Nel processo, i cristalli diventano torbidi e i pezzi ancora più fragili.

## Proprietà
Il minerale è tossico a causa del suo contenuto di bario ed è altamente radioattivo a causa del suo contenuto di uranio fino al 43,9% con un'attività specifica di circa 78,65 kBq/g (per confronto, il potassio naturale possiede un'attività specifica di 31,2 Bq/g).

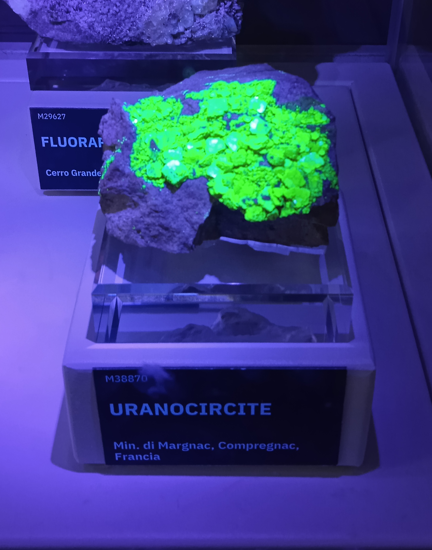
Uranocircite esposta alla luce UV

Sotto la luce ultravioletta l'uranocircite mostra una fluorescenza verde brillante.

## Origine e giacitura
L'uranocircite si forma come minerale secondario nella zona di ossidazione dei depositi di uranio, dove si trova in parallelo con l'autunite e la torbernite e può essere trovata nei giacimenti di uranio ricchi di composti di bario
Essendo una formazione minerale rara, l'uranocircite è stata trovata solo in pochi siti (sono noti circa 90 siti a partiredal 2016). Oltre alla sua località tipo, in Germania il minerale è stato trovato anche nella vicina miniera nei pressi di Mechelgrün/Zobes (Neuensalz, vedi anche deposito di Zobes/Bergen della società Wismut) e vicino a Tirpersdorf nel Vogtland e in diverse località nei Monti Metalliferi in Sassonia, vicino a Eisenbach e nella miniera di Krunkelbach vicino a Menzenschwand nel Baden-Württemberg e sul Pauliberg o vicino a Schwandorf in Baviera.
Degni di nota per gli eccezionali ritrovamenti di uranocircite sono, tra gli altri, Damětice nel distretto di Klatovy nella Repubblica Ceca, dove sono stati trovati cristalli tabulari fino a un centimetro di diametro.
In Austria, il minerale è stato trovato solo sul Prinzenkogel vicino a Rettenegg nelle Alpi di Fischbach in Stiria.
Altre località si trovano in Australia, Brasile, Bulgaria, Cina, Repubblica Democratica del Congo, Francia, Giappone, Madagascar, Niger, Polonia, Portogallo, Corea del Sud e Stati Uniti d'America (USA).

## Forma in cui si presenta in natura
L'uranocircite sviluppa prevalentemente cristalli tabulari in aggregati minerali frondosi e a forma di pila, ma si trova anche sotto forma di rivestimenti da terrosi a polverosi di colore giallo-verde da chiaro a scuro con striature giallo chiaro. I cristalli contaminati possono anche assumere un colore da più scuro a nero. L'uranocircite spesso assomiglia in modo confuso all'autunite, ma è molto più verde (secondo Klockmann "verde lucherino").